# Luis Arcaraz
Luis Arcaraz Torrás (Ciudad de México, 5 de diciembre de 1910-Matehuala, San Luis Potosí, 2 de junio de 1963) fue un compositor, cantante, pianista y director de orquesta mexicano. Una de las figuras más importantes de la radiodifusora XEW, falleció trágicamente en un accidente automovilístico cerca de Matehuala, San Luis Potosí, México.

## Pasos iniciales
A temprana edad manifestó su inclinación hacia la música, y, ya en el período escolar, ante sus condiscípulos, demostró sus dotes de tal vocación. Luis Arcaraz Chopitea, su progenitor, poseía una compañía de zarzuelas y era el propietario del Teatro Principal, en aquel momento el más solicitado por el público. Años más tarde este teatro sufrió los rigores de un devastador incendio.
Trasladado a España, a instancias de su progenitora, y siendo muy joven, estudió composición, armonía, arreglos y dirección musical.
De regreso a su patria, huérfano a temprana edad, enfrentó las necesidades rutinarias siendo bibliotecario, buhonero y novillero hasta que decidió dedicarse por entero a la actividad musical.
Con la formación de una pequeña agrupación, logró, en 1928, una presentación en el Teatro Palma de Tampico, Tamaulipas. El conjunto tuvo una buena aceptación y por lo que fueron contratados por emisoras de radio. Esto le proporcionó un gran impulso a su carrera, lo que le permitió al novel músico establecer contacto con otros artistas en formación, como Gonzalo Curiel y Agustín Lara, quienes más adelante descollarían en el campo de la actuación, y, sobre todo, de la música.

## La orquesta formal
En años siguientes, comenzando en 1932, se dedicó a la presentación de revistas musicales teatrales, alternando con Agustín Lara y Gonzalo Curiel, y en 1938, estructuró formalmente su orquesta de bailes y jazz.
Conoció a Mario Molina Montes con quien compuso la canción “Quinto patio”, tema de la película de igual nombre, protagonizada por Emilio Tuero. En lo sucesivo, ambos artistas coincidieron en la composición de muchas piezas musicales. De esta relación profesional surgieron temas como “Viajera”, con música de Arcaraz y letra de Molina Montes. Esta composición cantada por Arcaraz acompañado por su orquesta, es un típico blues en español; al igual que “Muñequita de Esquire” y “Sombra verde”. "Muchas gracias mi amor" compuesta con Mario Molina Montes el 1.º de agosto de 1950 como regalo de boda para María de la Paz Genesta, con quien se casó al día siguiente.
Cabe mencionar que los arreglos musicales fueron hechos por el legendario saxofonista mexicano Héctor Hallal  más conocido como "El Árabe" .
“Prisionero del mar”, de Luis Arcaraz y Ernesto Cortázar, fue un tema compuesto a ritmo de bolero y escrito para la película “La Liga De Las Canciones” (1941), una comedia musical. Fue estrenado por Ramón Armengod, protagonista de la cinta, también actuaron en aquella cinta junto a Mapy Cortés, Jorge “Che” Reyes y Fernando Cortés, cabe destacar que Jorge “Che” Reyes le esteno el tango "Ruleta", tango que en voz de Emilio Tuero alcanzó la popularidad. Cuando "Prisionero Del Mar" se grabó para la RCA Victor, fue editado como instrumental solo, y, en ritmo combinado, de bolero y jazz. Se conoce además una tercera versión cantada en inglés por la actriz Evangelina Elizondo, con el acompañamiento de la orquesta del autor y que es seguido por un “vivo” redoble de la batería, que conduce a un solo de saxo tenor y de nuevo al vibrante jazz., además de la versión grabada para DECCA Records por parte de Ramón Armengod y la Orq. del colombiano Nano Rodrigo.
Con Ernesto Cortázar compuso también los boleros “El que pierde una mujer” (estrenado por Ramón Armengod en la cinta "Hotel De Verano"), “Que pronto pasó”, y “Alma de mi alma”.

## Orquestación
En la orquestación de Luis Arcaraz se nota la influencia rítmica e instrumental de la escuela tradicional del jazz clásico, especialmente Glenn Miller y Benny Goodman.
En tal orquestación la combinación de clarinetes y saxofones juega un papel primordial, sin menoscabar en absoluto, la participación de los restantes instrumentos de la orquesta, tanto trompetas como trombones en armonía precisa y buen gusto, uso de sordina en las trompetas; el piano, el bajo, más los recursos tan valiosos de la apropiada percusión, añadiendo el uso de maracas y bongó en la interpretación de boleros. Como ejemplo mencionaremos el bolero “Di que no”, de Fuentes y Cervantes.
Aunque Luis Arcaraz intrepertó con su voz muchas de sus canciones, su orquesta también acompañó a diversos cantantes que surgieron en aquellos tiempos como en el caso de María Victoria, con quién grabó temas como “Soy feliz”, bolero de Juan Bruno Tarraza y “Todavía no me muero”, bolero de Claudio Estrada. Así como, “Dancero”, de Daniels, Parker y De Llano; “Mucho, mucho” de Russell, Espina y De Llano y “De la pobreza a la riqueza”, de Adler, Ross y De Llano.
En la interpretación de temas netamente propios del género jazz, Arcaraz supo armonizar con destreza cada interpretación desarrollando ingeniosamente un pasaje suave, muy piano, como también un crescendo, para luego alcanzar un clímax vibrante, de acuerdo a las exigencias interpretativas de la composición.
También en otros géneros como el bolero, adaptó la orquestación al desarrollo tradicional de este ritmo, hasta convertirse en innovador, junto a muchos más, como Rafael de Paz y Pablo Beltrán Ruiz, para citar dos ejemplos, en la interpretación del género bolero, con un estilo muy característico de las orquestas mexicanas. Este estilo recibió buena aceptación en el seno del público.
Al margen de esto también cultivó, aunque discretamente, el género mambo. Como ejemplo tenemos los temas “Arcaraz mambo”, un instrumental de su inspiración, y “Trumpet mambo”, de Dámaso Pérez Prado.

## Intérpretes
Sus canciones fueron grabadas por personalidades de la época como Javier Solís, Jorge Negrete, las Hermanas Águilas, Antonio Badú, Juan Arvizu, Pedro Vargas, Chucho Martínez Gil, Germán Valdés “Tin Tan”, así como por grupos musicales entre los cuales destacan la Sonora Santanera, la Sonora Siguaray y diversos grupos tropicales influidos por los compositores del momento como Agustín Lara, Gonzalo Curiel y desde luego el mismo Luis Arcaraz, siendo un fiel exponente de Época de Oro de la música romántica de México.

## En el cine
En la cinematografía mexicana participó con su orquesta en innumerables películas; como:
- “La liga de las canciones”  (1941);[5]
- “Músico poeta y loco”  (1947);[6] en la que comparte con Germán Valdés,
- “El amor no es ciego” (1950);[7]
- “La reina del mambo”  (1951);
- “Mujeres de teatro”  (1951);[8]
- “Acapulco” (1952);[9]
- “Cantando nace el amor” (1954);[10]
- “Al son del charleston” (1954); “Cuando México canta” (1958)[11]
- “Música en la noche” (1958).

En “La reina del mambo”, comedia musical protagonizada por María Antonieta Pons y Gustavo Rojo, interpretó diversos números de baile. En “Cantando nace el amor”, dirigida por Miguel M. Delgado, protagonizada por Raúl Martínez y Elsa Aguirre, alternó con Agustín Lara y su orquesta de solistas, con Dámaso Pérez Prado y su orquesta y con el trío de voces y guitarras “Los Panchos”.
En su relativamente breve existencia Luis Arcaraz desarrolló una gran actividad en el ámbito del entretenimiento y viajó con su orquesta a casi toda Latinoamérica y sus principales capitales, Buenos Aires, Lima, Quito, Montevideo, La Habana, San Juan de Puerto Rico, Ciudad de Panamá, Caracas y Maracaibo en Venezuela. También a Estados Unidos y Canadá. En Monterrey, México, estuvo radicado un período importante en que alternó presentaciones en un local de la ciudad con actividades recreativas.

## Discografía
| - Viajera - M. Molina M. y Arcaraz - Prisionero del mar - Cortázar y Arcaraz - Muñequita de Esquire - M. Molina M. y Arcaraz - Homenaje a Glenn Miller - (Mezcla de temas) - Historia de un amor - Carlos Eleta Almarán - Caravan - Mills y Ellington - September song - Anderson y Weill - Que vuelva a mí - Luis Demetrio - Jealousy - Gade y Bloom - Laura - Mercer y Raksin - Quinto patio - M. Molina M. y Arcaraz - Que pronto pasó - Arcaraz - Tabú - Margarita Lecuona - The third man - Anton Karas - April showers - DeSylva y Silvers - El que pierde una mujer - Cortázar y Arcaraz - Limelight - Charles Chaplin - Confesión - J. Oliver - Continental - Magidson y Conrad - Gota por gota - M. Molina M. y Arcaraz - Bonita - José A. Zorrilla y Luis Arcaraz | - Son dos amantes - Ricardo Andreu - Di que no - Fuentes y Cervantes - Stormy weather - Koetler y Arlen - As de corazones - Arcaraz - Buena y mala - Arcaraz - All the things you are - Hammerstein y CERN - Alma de mi alma - Arcaraz - Dulce - M. Molina M. y Arcaraz - Sombra verde - M. Molina M. y Arcaraz - Sax cantàbile - Armando Domínguez - Muñeco de cuerda - M. Molina M. y Rubén Fuentes - Johnson rag - Kleinkauf y Lawrence - Stranger in Paradise - Wright y Forrest - El dinero no es la vida - M. Molina M. y Arcaraz - For you - Hammerstein y Wilkison - Superstición - M. Molina M. y Arcaraz - Whispering - Schonberg y Coburn - Love letters in the sand - Kenny y Coots - A kiss to build a dream on - Kalmar y Ruby - Soy feliz - Juan Bruno Tarraza - Todavía no me muero - Claudio Estrada |